# Frysztat
Frysztat (cz. Fryštátⓘ, niem. Freistadt, ciesz. Frysztot) – część Karwiny w kraju morawsko-śląskim, w powiecie Karwina w Czechach, na Śląsku Cieszyńskim. Do 1948 roku Frysztat był miastem. Wraz z dzielnicami Granice, Mizerów i Nowe Miasto tworzy gminę katastralną Karviná-město. W 2001 r. liczył 1426 mieszkańców, a w 2010 odnotowano 441 adresów.

## Historia
Miejscowość po raz pierwszy wzmiankowana została w łacińskim dokumencie Liber fundationis episcopatus Vratislaviensis (pol. Księga uposażeń biskupstwa wrocławskiego), spisanej za czasów biskupa Henryka z Wierzbna ok. 1305 w szeregu miejscowości zobowiązanych do płacenia dziesięciny biskupstwu we Wrocławiu, w postaci item Frienstad in Ray. Zapis ten wskazuje, że miejscowość ta była w początkowej fazie powstawania na pniu (dużo starszej) osady Raj, co wiąże się z przeprowadzaną pod koniec XIII wieku na terytorium późniejszego Górnego Śląska wielką akcją osadniczą.
Politycznie Frysztat znajdował się wówczas w granicach utworzonego w 1290 piastowskiego księstwa cieszyńskiego, będącego od 1327 lennem Królestwa Czech, a od 1526 roku w wyniku objęcia tronu czeskiego przez Habsburgów wraz z regionem aż do 1918 roku w monarchii Habsburgów (potocznie Austrii). W dokumencie lennym z 1327 Frysztat wymieniony został pośród 3 civitates w księstwie, czyli rządził się już wówczas zachodnimi prawami miejskimi.
Prawa miejskie Frysztat prawdopodobnie otrzymał około 1305 r. (najpewniej krótko po tej dacie), a więc jako druga miejscowość w księstwie po Cieszynie, czerpiąc od niego wzorzec prawny, oparty na lokacyjnym prawie lwóweckim. Miasto znajdowało się na szlaku miedziowym wiodącym z Górnych Węgier (dzisiejsza Słowacja), przez Jabłonków, Cieszyn, Frysztat, Dziećmorowice i Stary Bogumin do Wrocławia. W XVI wieku Frysztat opasano murami.
W 1377 po raz pierwszy wzmiankowano tutejszy kościół, a w 1447 parafię w sprawozdaniu z poboru świętopietrza sporządzonego przez archidiakona opolskiego Mikołaja Wolffa, pośród innych parafii archiprezbiteratu cieszyńskiego (pod nazwą Freyenstat). W okresie Reformacji kościół został przejęty przez ewangelików. 14 kwietnia 1654 został im odebrany przez specjalną komisję. 15 października tego samego roku Andrzej Scodonius, kościelny komisarz cieszyński, dokonał nowego podziału komisariatu cieszyńskiego na archiprezbiteraty (dekanaty), w tym nowy dekanat frysztacki.
W 1572 roku miasto Frysztat wraz z okolicznymi wioskami zostało sprzedane przez księcia Wacława III Adama Wacławowi Cyganowi ze Słupska tworząc frysztackie państwo stanowe, istniejące do 1850 roku. Należący do najwyższej arystokracji austriackiej ród Larisch-Mönich stał się jego właścicielem w 1792 roku. 22 kwietnia 1611 roku Frysztat został nawiedzony przez pożar. Od XIX wieku nastąpił gwałtowny rozwój górnictwa i przemysłu hutniczego w okolicy miasta. W 1849 Frysztat został siedzibą powiatu sądowego podległego powiatowi cieszyńskiemu, który usamodzielnił się w 1855 (niem. powiat polityczny Frysztat)
Według austriackiego spisu ludności z 1910 roku Frysztat miał 5058 mieszkańców, z czego 4835 było zameldowanych na stałe, 2878 (59,5%) było polsko-, 1704 (35,2%) niemiecko- i 253 (5,2%) czeskojęzycznymi, 4437 (87,7%) katolików, 266 (5,2%) ewangelików, 1 kalwinista, 341 (6,7%) żydów oraz 13 (0,3%) osób innej religii lub wyznania.
W 1904 roku w miejscowości utworzone zostało gniazdo najstarszej polskiej organizacji sportowej Polskiego Towarzystwa Gimnastycznego „Sokół”. Prezesem organizacji był Stanisław Fierla. Organizacja liczyła w miejscowości początkowo 60 członków.
Po zakończeniu I wojny światowej tereny, na których leży miejscowość – tzw. Śląsk Cieszyński stał się punktem sporu pomiędzy Polską i Czechosłowacją. W 1918 roku na bazie Straży Obywatelskiej miejscowi Polacy utworzyli dowództwo II baonu Milicji Polskiej Śląska Cieszyńskiego pod dowództwem por. dr. Kiszy, a później por. Antoniego Łukosia, której podlegały lokalne oddziały milicji.
Po podziale poaustrowęgierskiego Księstwa Górnego i Dolnego Śląska w 1920 roku w granicach Czechosłowacji, mimo że większość mieszkańców miasta i jego okolic stanowiły osoby polskojęzyczne. W 1921 liczyło 7767 mieszkańców oraz 635 domów. W latach 1938–1939 Miasto Frysztat wraz z tzw. Zaolziem zostało zdobyte przez Wojsko Polskie i anektowane do Rzeczypospolitej Polskiej. Zostało siedzibą powiatu frysztackiego.

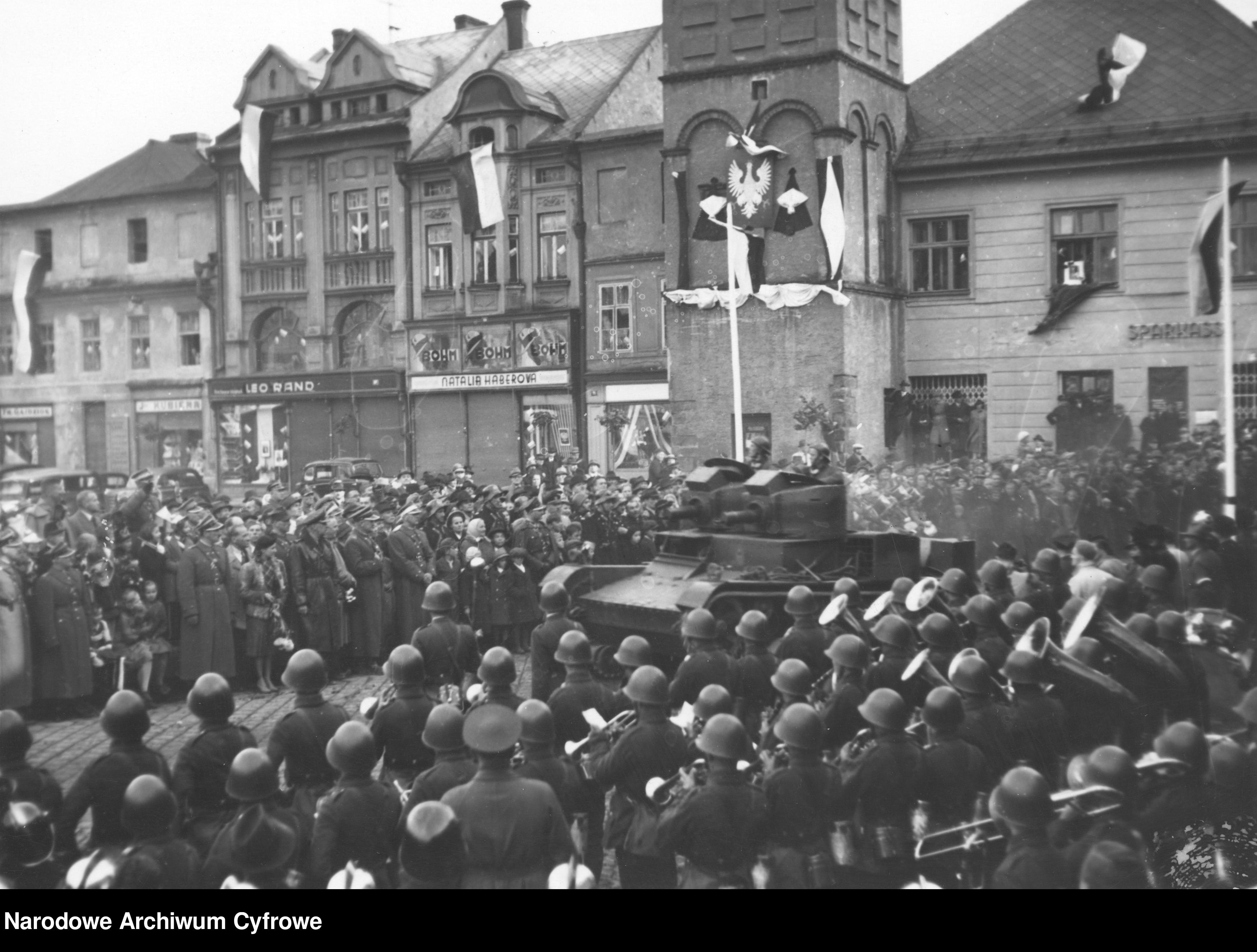
Zajęcie Zaolzia, wkroczenie wojsk polskich do Frysztatu, 1938. Dwuwieżowy 7TP podczas defilady.

Po II wojnie światowej nastąpił nowy podział Śląska, Frysztat przywrócono Czechosłowacji.
W 1948 roku Frysztat połączono z okolicznymi miejscowościami, w tym z Karwiną, od którego nowo powołane miasto otrzymało nazwę. W następnych latach na Frysztacie buduje się nowe osiedle, później przezwane Nowym Miastem, mimo to Frysztat do dziś jest historyczno-zabytkowym centrum tego przemysłowego miasta.
W latach 1912–1961 przez Frysztat przebiegała kolej wąskotorowa o cechach tramwaju, zwana lokalką, której końcowy przystanek znajdował się na frysztackim rynku.
W mieście urodził się w 1918 m.in. Henryk Flame – polski dowódca wojskowy, kapral pilot Wojska Polskiego, kapitan Narodowych Sił Zbrojnych (ps. „Grot”, „Bartek”).
Z miastem związany był Leon Derlich (1905–1965) – etnograf, językoznawca amator, dialektolog, publicysta, współpracownik ruchu oporu, polski patriota.

## Zabytki
- pałac w stylu empire i klasycystycznym – wybudowany w 1511 roku, po 1792 r. przebudowany w pałac miejski. Od 1997 r. mieści się w nim muzeum szlacheckich wnętrz mieszkalnych
- dwie barokowe rzeźby Herkulesa z 1682 roku stojące przy głównym wejściu do pałacu Frysztat
- kościół farny pw. Podwyższenia Krzyża Świętego – wybudowany został w XIV wieku, a przebudowany w XVI w. W dobudowanej w 1611 r. kaplicy Morawskiej znajduje się renesansowa płyta nagrobna Wacława Cygana, pierwszego właściciela frysztackiego państwa stanowego
- barokowe rzeźby św. Jana Nepomucena i Matki Boskiej Bolesnej z XVIII wieku przy kościele farnym
- budynek plebanii rzymskokatolickiej
- klasycystyczny ratusz z 1837 r. z renesansową wieżą z 1571 r.
- kamienice na rynku
- żeliwna fontanna z 1900 r. na rynku
- kamienice przy ul. Frysztackiej
- kościół św. Marka z 1774 przebudowany w stylu klasycystycznym w 1826 – dawny kościół rzymskokatolicki, a obecnie służy dwóm wspólnotom religijnym: kościołowi greckokatolickiemu i Czechosłowackiemu Kościołowi Husyckiemu
- fontanna z rzeźbą w Parku Bożeny Niemcowej
- kaplica z XIX wieku przy ul. Karola Śliwky
- neobarokowy krzyż przydrożny z 1870 r. przy ul. Svatopluka Čecha

Pomiędzy pałacem a budynkiem poczty znajduje się rzadki obiekt – barokowa figura św. Patryka – patrona Irlandii. Jest to jeden z dwóch pomników tego świętego w Czechach (drugi w Lutyni Dolnej). Oba zostały postawione przez ówczesnego właściciela frysztackiego państwa stanowego – hrabiego Mikołaja von Taaffe, którego korzenie wywodziły się z Irlandii.

## Galeria

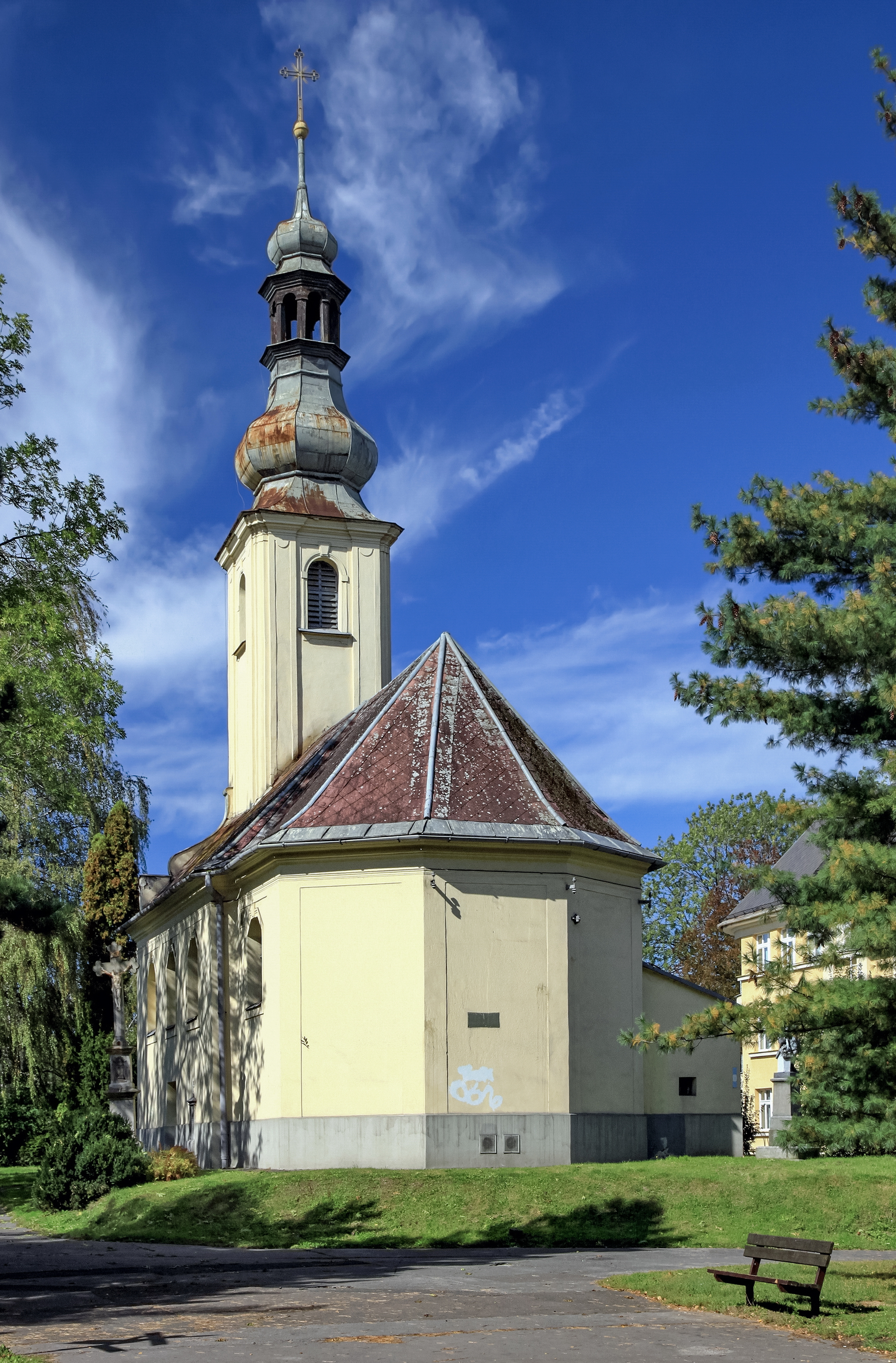
Kościół św. Marka
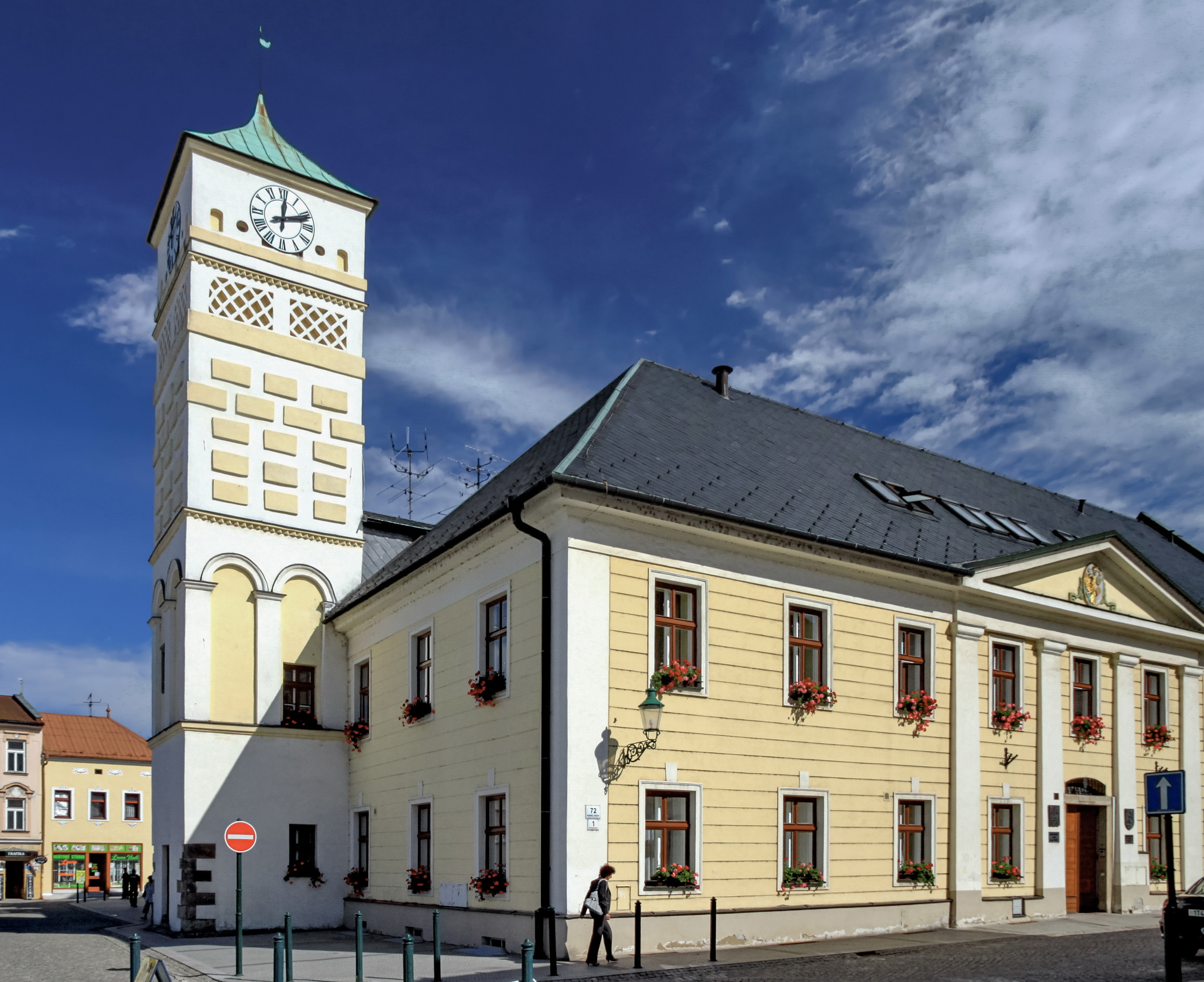
Ratusz
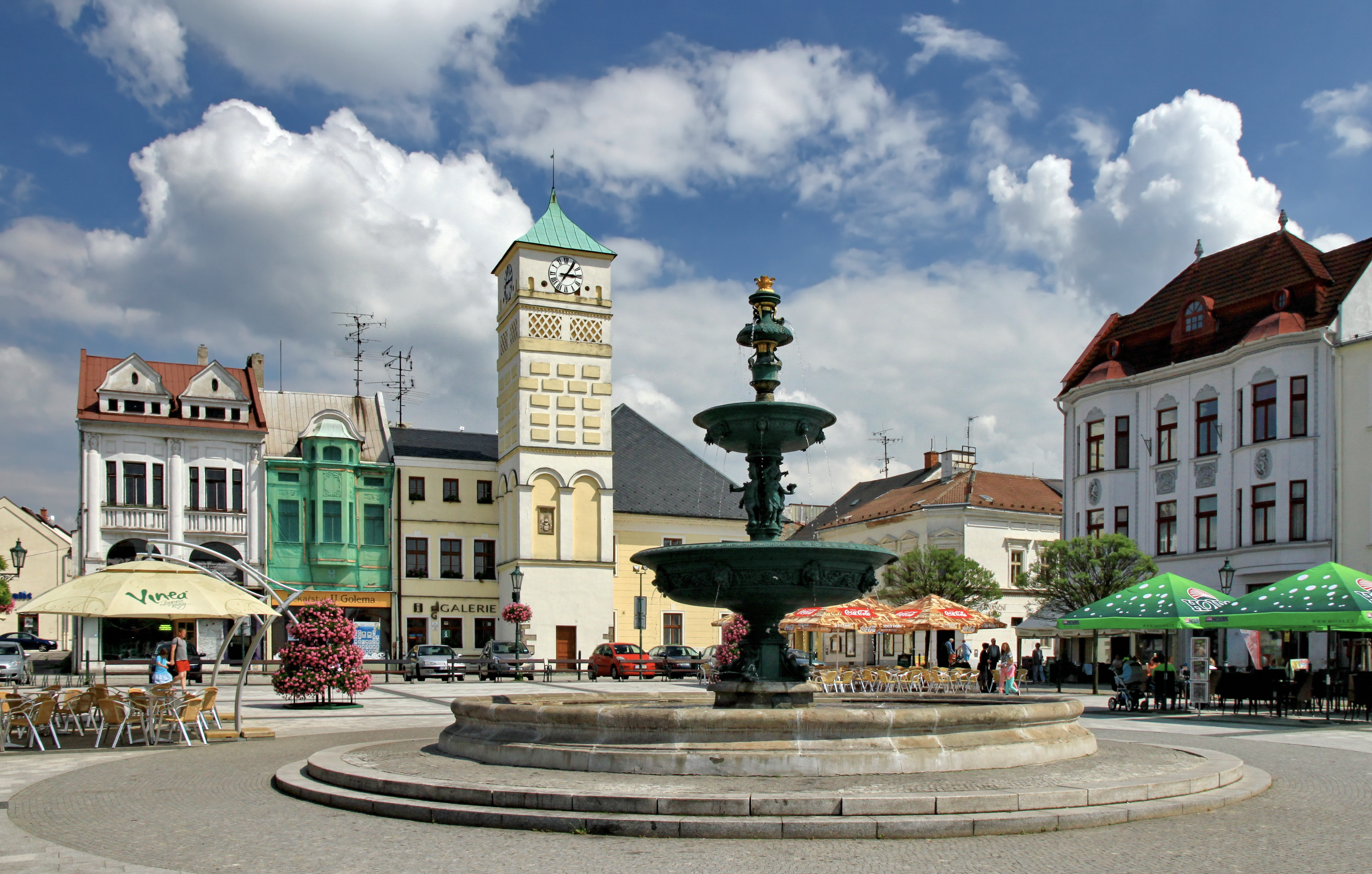
Rynek
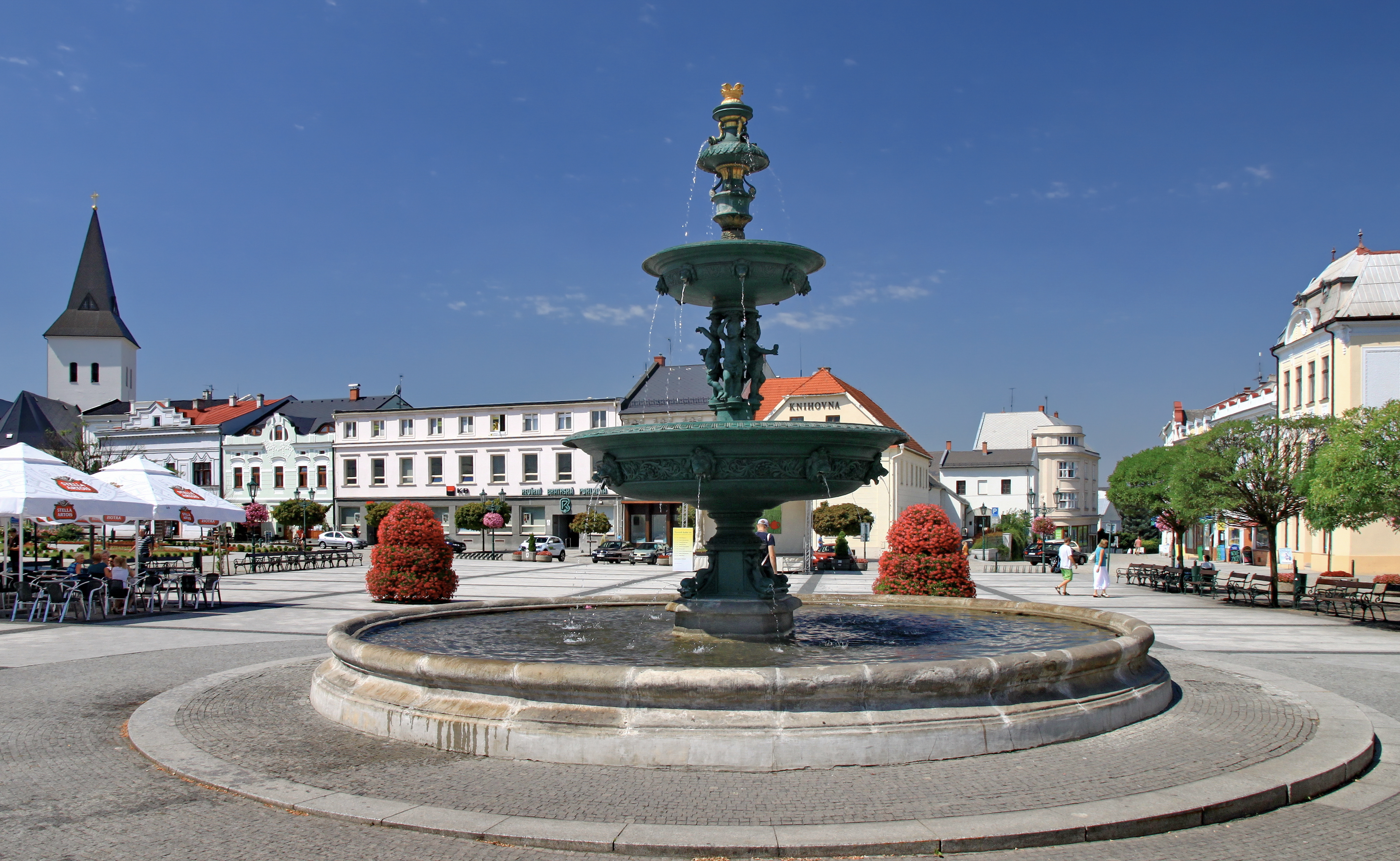
Żeliwna fontanna na rynku
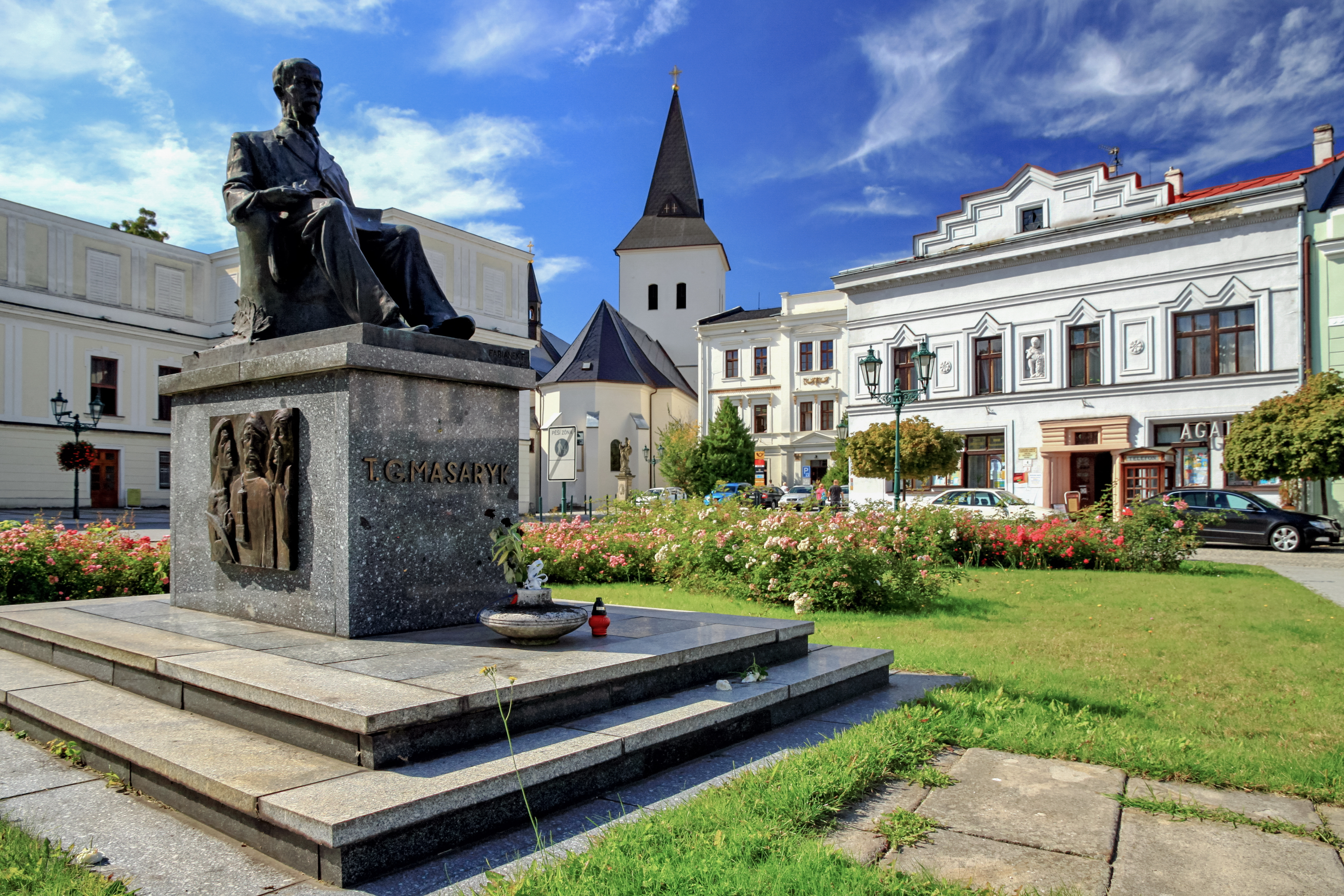
Skwer z pomnikiem Prezydenta Czechosłowacji T.Masaryka
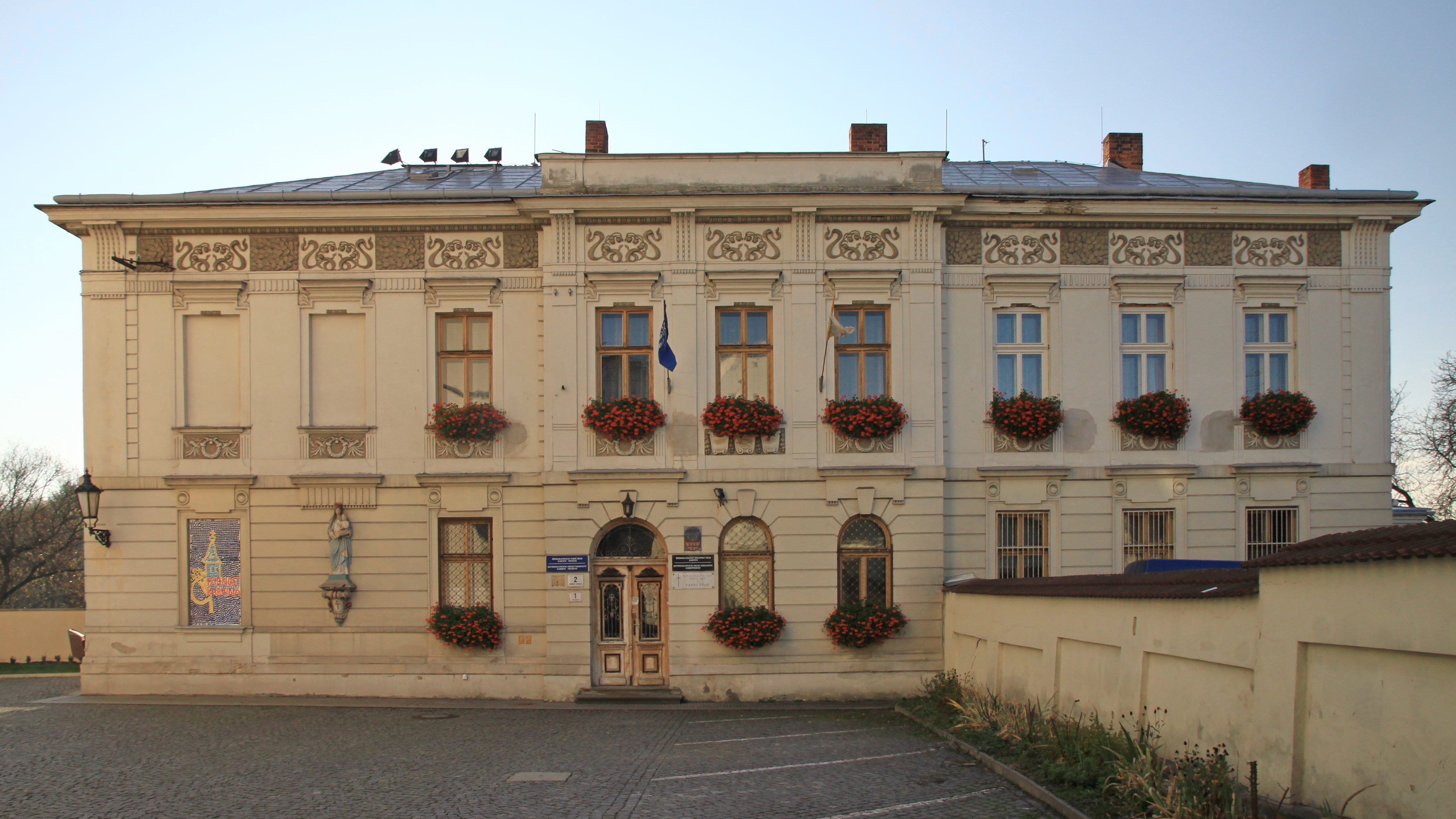
Plebania rzymskokatolicka
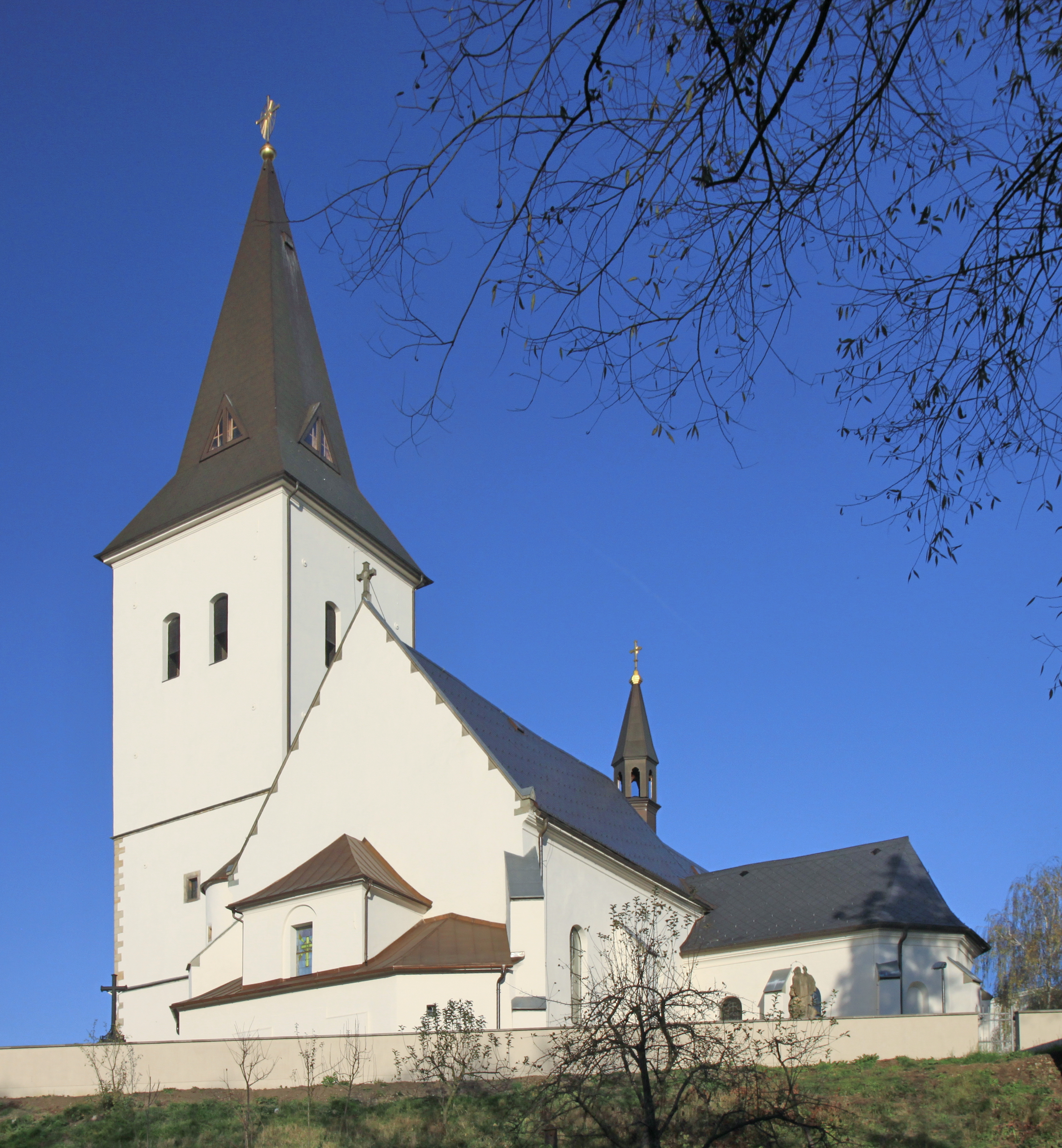
Kościół Podwyższenia Krzyża Świętego
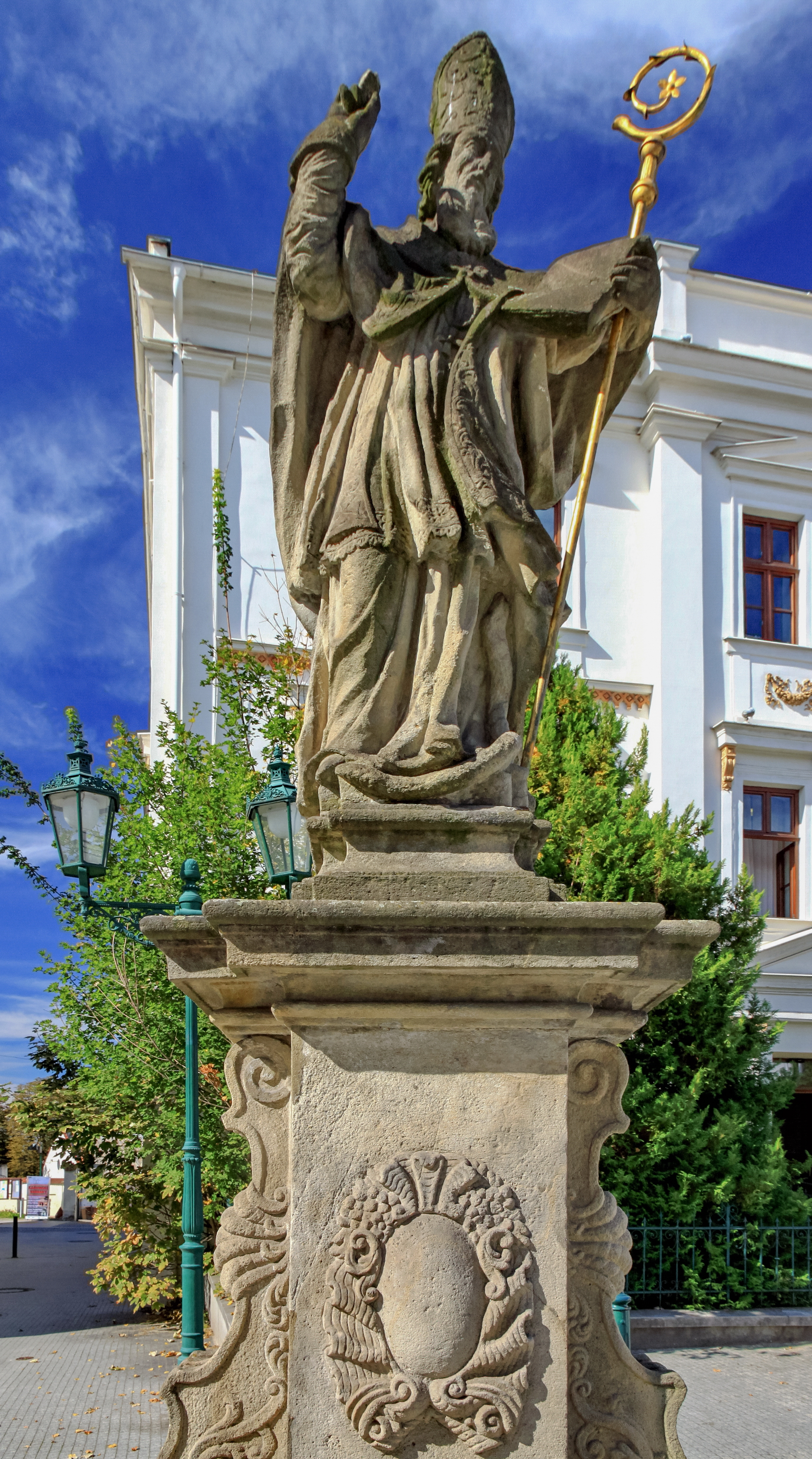
Pomnik św. Patryka
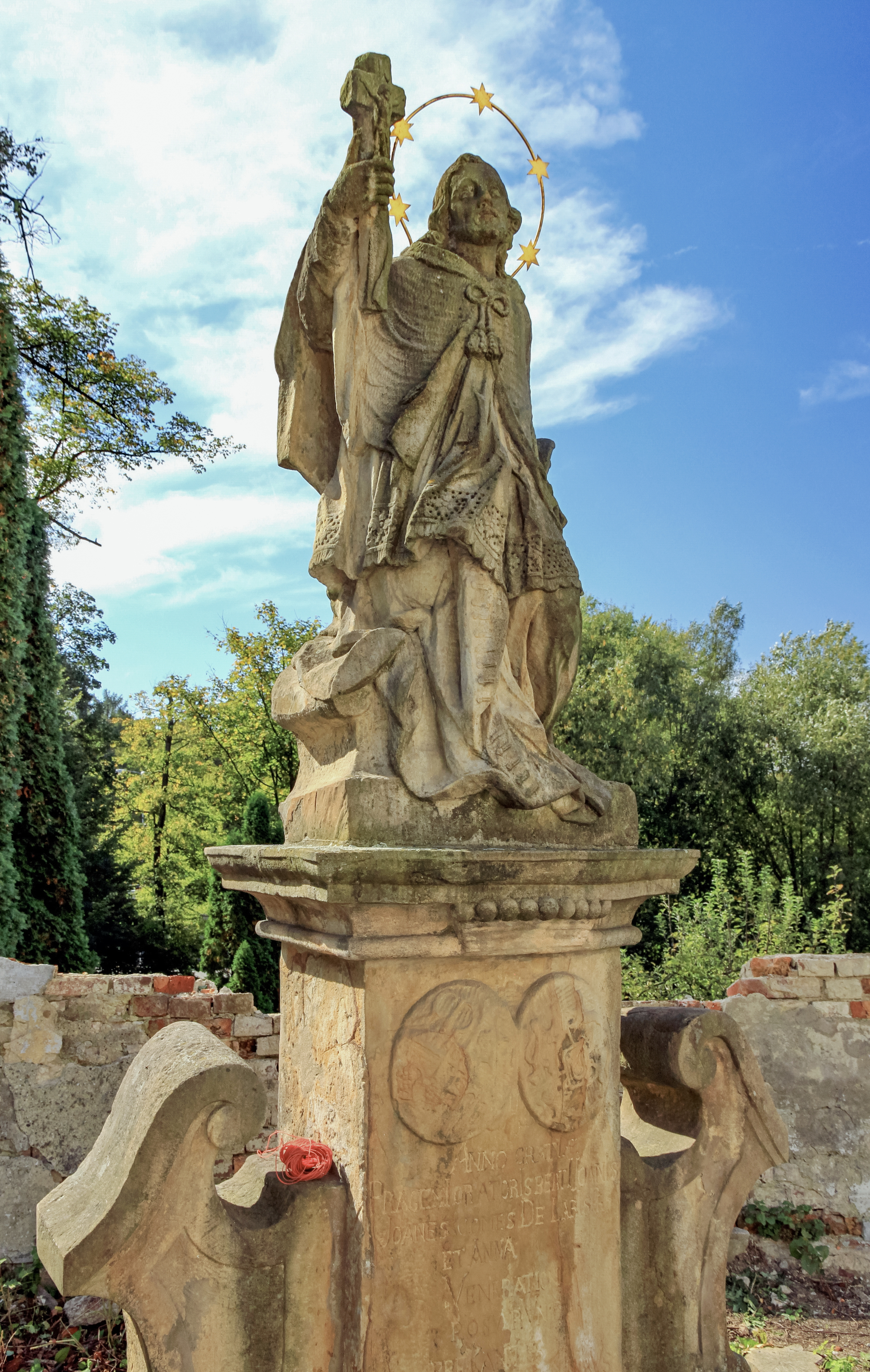
Pomnik św. Jana Nepomucena
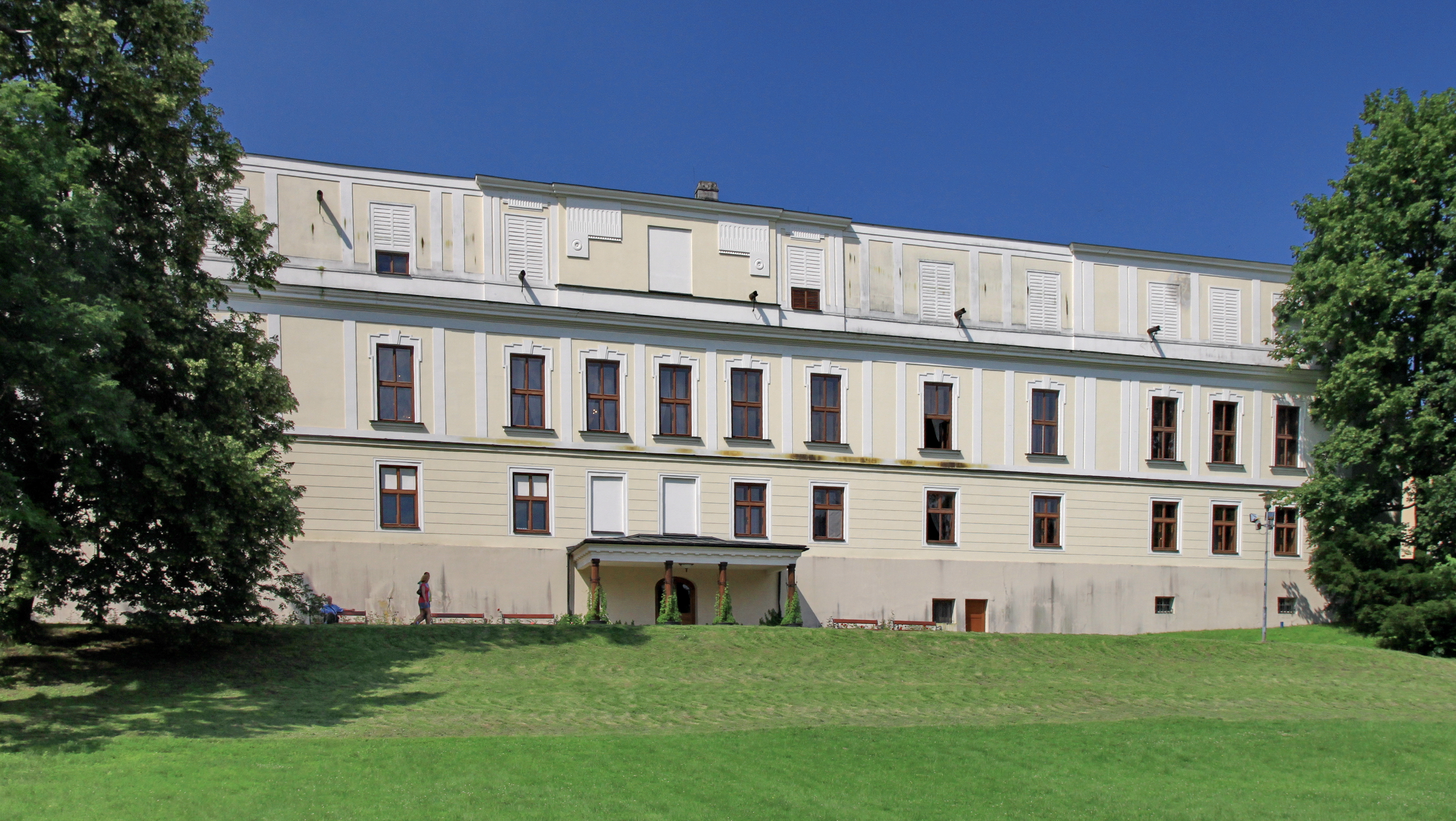
Pałac we Frysztacie od strony parku
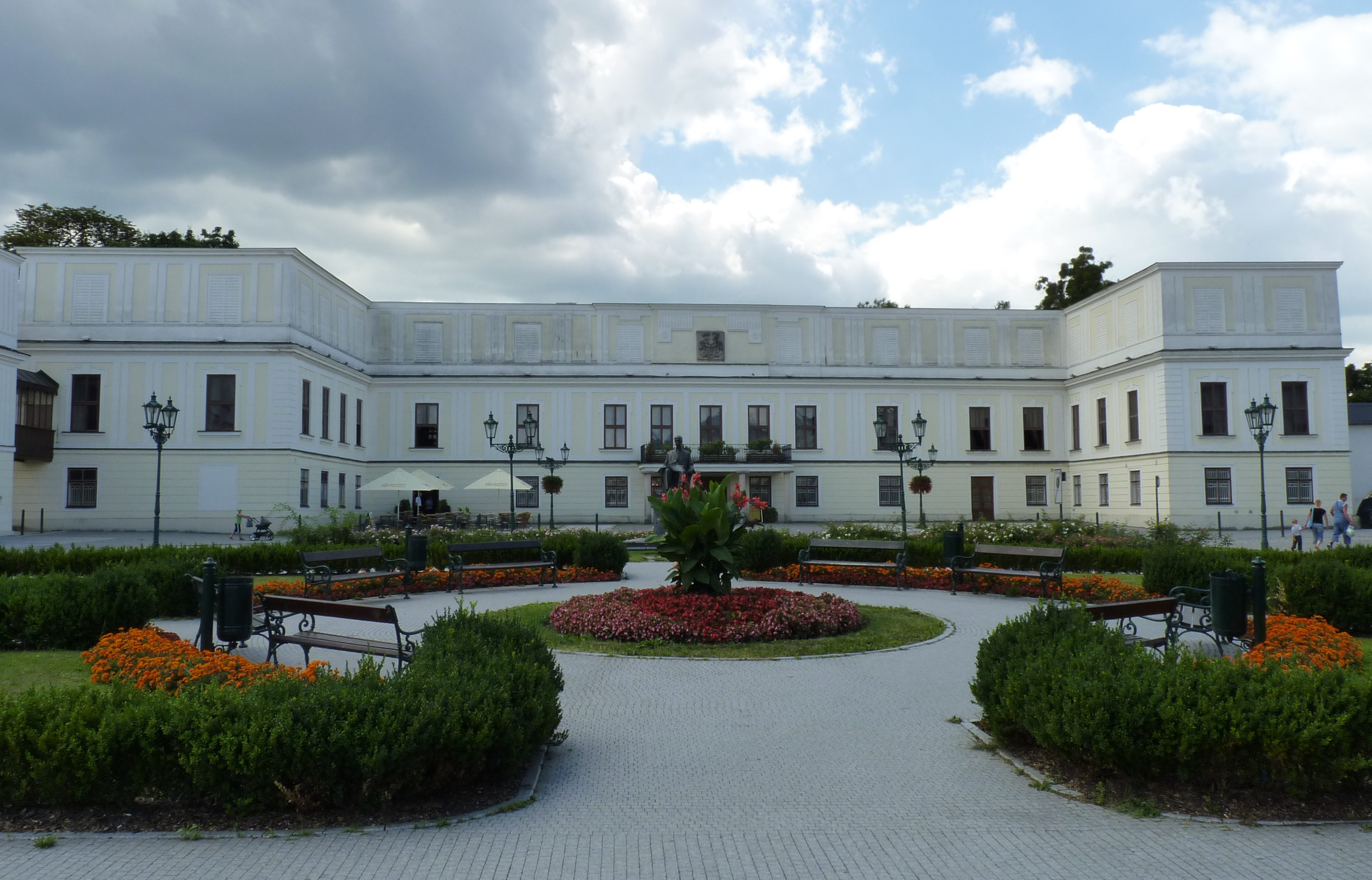
Pałac we Frysztacie od strony rynku
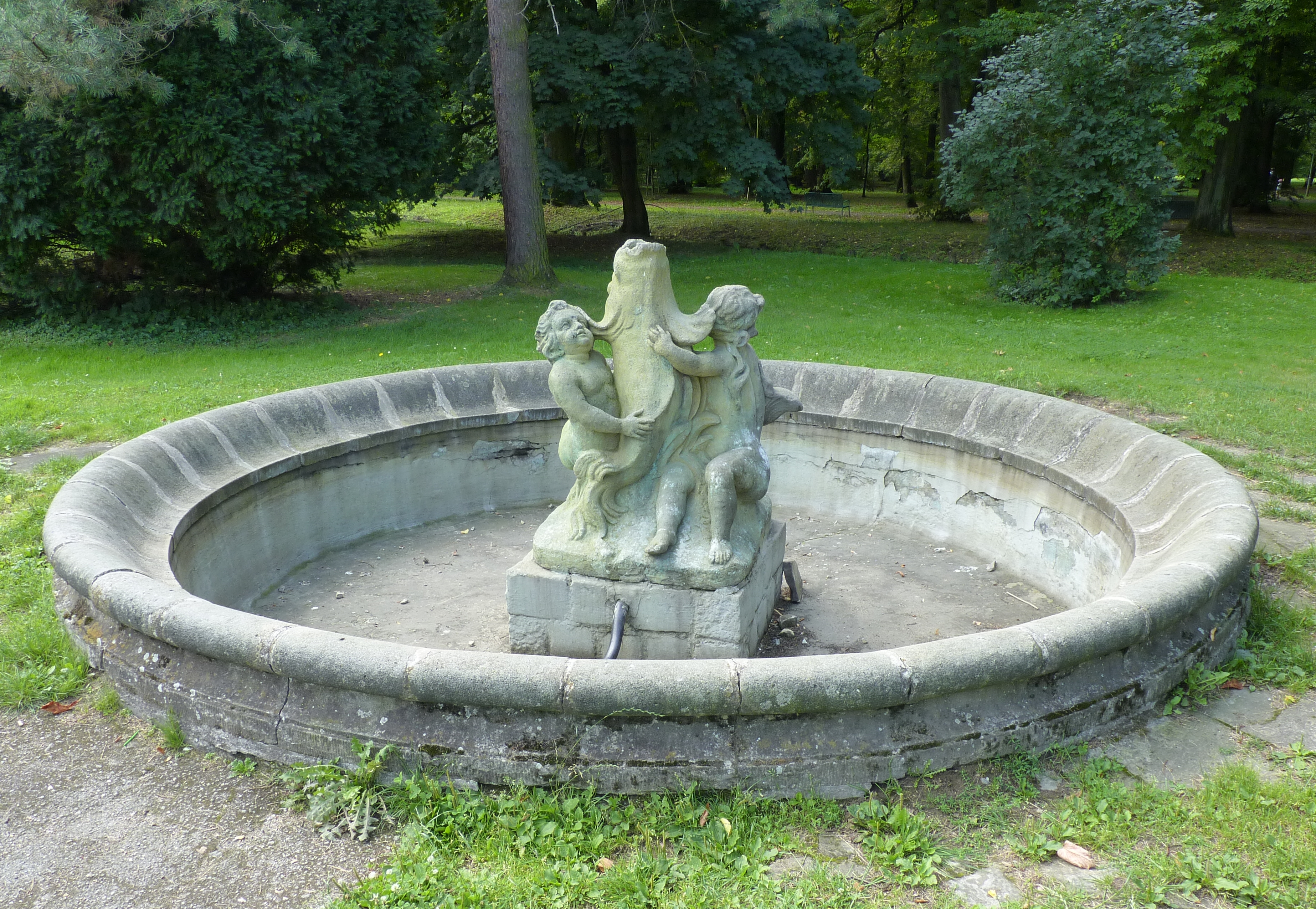
Fontanna z rzeźbą w Parku Bożeny Niemcowej